# Kevin Owens

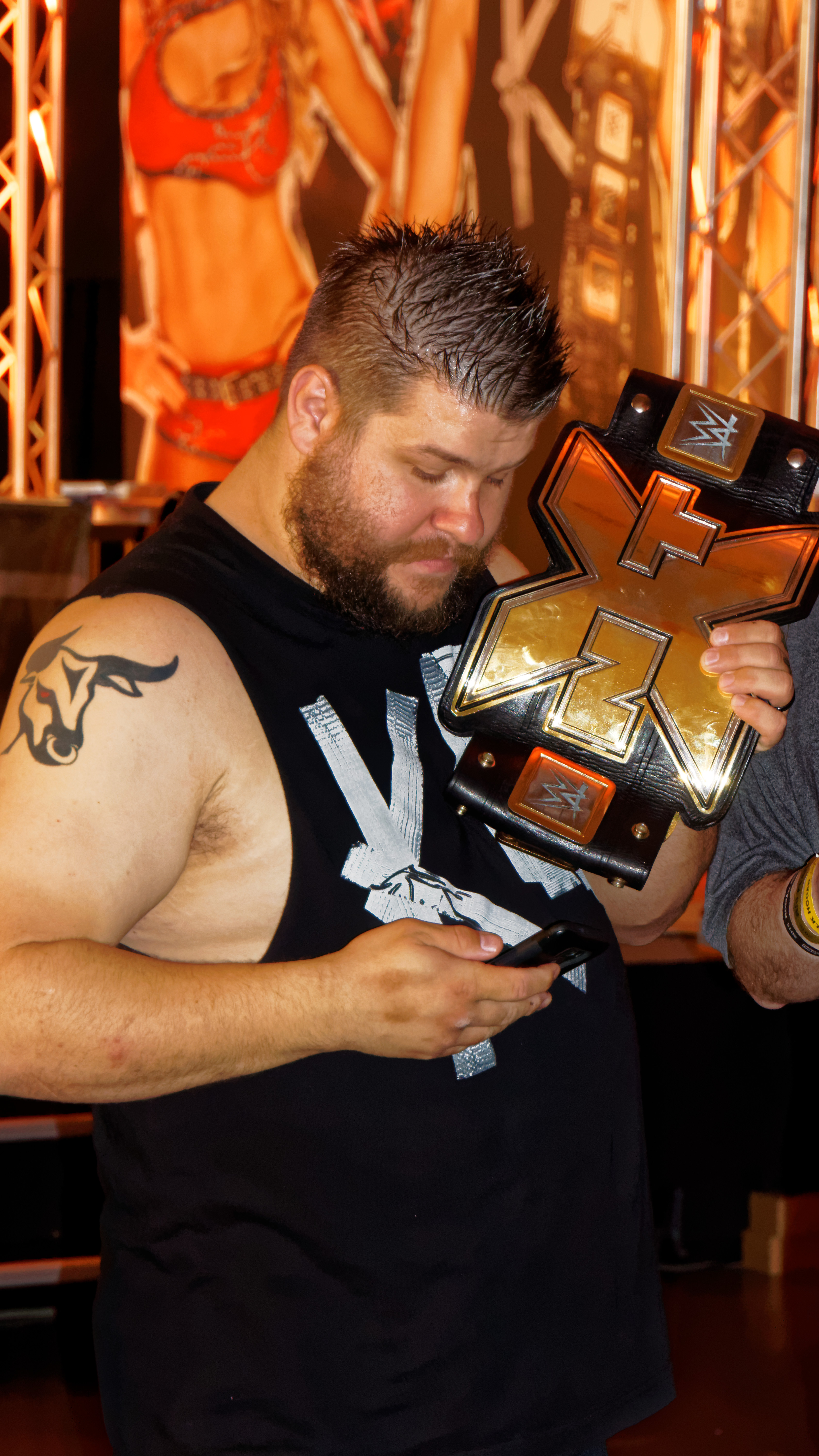
NXT bajnok, 2015

Kevin Yanick Steen, ismertebb nevén Kevin Owens (Saint-Jean-sur-Richelieu, 1984. május 7. –) kanadai birkózó és pankrátor. Steen 2000-ben, 16 évesen kezdte pályafutását, majd 2003-ban debütált az International Wrestling Syndicate (IWS) szervezetnél. Később a Pro Wrestling Guerrilla (PWG)-nél és a Ring of Honor (ROH)-nál többször elnyerte világbajnoki és Tag Team világbajnoki címet. 2014-ben a WWE fejlesztési területéhez, az NXT-be került, ahol egyszeres NXT bajnok lett. 2015 májusában felkerült a WWE főnévsorába, ahol kétszer szerezte meg az Interkontinentális bajnok, és egyszer az Universal bajnok címet. Jelenleg a WWE-vel áll szerződésben.

## Profi pankrátor karrier
Steen-t gyerekkorában érdekelte a jégkorong, a labdarúgás, és a baseball is. Apjával, amikor egy VHS kazettán megnézték a WrestleMania XI-on megrendezett Shawn Michaels vs. Diesel elleni meccset, úgy döntött, hogy inkább profi birkózó szeretne lenni. 2000-ben, szüleinek köszönhetően elkezdte a felkészülést; edzőije Serge Jodoin, Jacques Rougeau, majd Terry Taylor lett. 2003. augusztus 13-án debütált az International Wrestling Syndicate (IWS)-nél, ahol később nehézsúlyú bajnok lett. 2004-ben a Combat Zone Wrestling (CZW)-hez került, majd 2005-ben a Pro Wrestling Guerrilla (PWG)-nél folytatta karrierjét. Első komolyabb viszálya itt Excalibur ellen volt, akivel hosszas csatákat vívtak. 2007 februárjában átment a Ring of Honor (ROH)-hoz, ahol egyszer nyerte el ROH világbajnoki és egyszer ROH Tag Team világbajnoki címet. 2010-ben visszament a PWG-hez, ahol összesen háromszor nyerte el a PWG világbajnoki címet, és háromszor a PWG Tag Team világbajnoki címet. 2014. augusztus 12-én a WWE bejelentette, hogy Steen aláírta velük a szerződést, és átkerült fejlődési águkhoz, az NXT-hez. Kevin Steen új ringneve Kevin Owens lett, fia előtti tisztelgés céljából. Az NXT-ben CJ Parker legyőzésével debütált az "NXT TakeOver: R Evolution" rendezvényen. 
Később Sami Zaynnel kezdett el rivalizálni, melynek csúcspontja a "NXT TakeOver: Rival" eseményen teljesedett ki. Owens itt legyőzte őt, és ő lett az új NXT bajnok. A címet többször megvédte ellene, majd 143 nap után Finn Bálor vetett véget uralkodásának. 2015. május 18-án Owens felkerült a WWE főnévsorába, ahol megtámadta John Cena-t a RAW-on. Emiatt többször összecsaptak, de az országos bajnoki övet nem tudta elvenni tőle. Szeptemberben a "Night of Champions"-on legyőzte Ryback-et, így ő lett az új Interkontinentális bajnok. Az övet 84 nap veszítette el, miután Dean Ambrose legyőzte őt a TLC-n. 2016-ban Dolph Ziggler-el kezdett el rivalizálni. Február 15-i RAW adáson legyőzte Tyler Breeze-t, Stardust-ot és Dolph Ziggler-t egy "fatal five-way" meccsen, így másodszor is elnyerte az Interkontinentális bajnoki címet. Az övet 48 nap után a WrestleMania 32-n bukta el egy létra meccsen Zack Ryder, Sami Zayn, Dolph Ziggler, Stardust, The Miz és Sin Cara ellen. A vereség után folytatta a viszályt régi riválisa, Sami Zayn ellen. 2016. augusztus 29-én Owens legyőzte Big Cass-t, Roman Reigns-t és Seth Rollins-t (utóbbit Triple H segítségével), így megnyerte a WWE Universal bajnoki címet. Szeptember és december között Owens többször megvédte a címét Rollins és Reigns ellen.2019-ben csatlakozik a The New Day csapathoz.

## Eredményei
Ring of Honor
- ROH World Championship (1x)
  - 2012.05.12.: Border Wars-on legyőzi Davey Richards-ot.
- ROH World Tag Team Championship (1x) – csapattársa: El Generico
  - 2008.09.19.: Csapattársával, El Generico-val a Driven 2008-on legyőzik Jimmy Jacobs-t és Tyler Black-et.

World Wrestling Entertainment
- WWE NXT Championship (1x)
  - 2015.02.11.: NXT TakeOver: Rival-on legyőzi Sami Zayn-t.
- WWE Intercontinental Championship (2x)
  - 2015.09.20.: Night of Champions-on legyőzi Ryback-et.
  - 2016.02.15.: RAW-on legyőzi Tyler Breeze-t, Stardust-ot és Dolph Ziggler-t egy "fatal five-way" meccsen.
- WWE Universal Championship (1x)
  - 2016.08.29.: RAW-on legyőzte Big Cass-t, Roman Reigns-t, és Seth Rollins-t egy "four-way elimination" meccsen.

International Wrestling Syndicate
- IWS Canadian Championship (1x)
- IWS World Heavyweight Championship (3x)

Pro Wrestling Guerrilla
- PWG World Championship (3x)
- PWG World Tag Team Championship (3x) – Csapattársai: El Generico (2x) és Super Dragon (1x)

Combat Revolution Wrestling
- CRW Tag Team Championship (1x) – Csapattársa: Pat Skillz

Combat Zone Wrestling
- CZW Iron Man Championship (1x)

Pro Wrestling Illustrated
- PWI közönség rangsor szerint a 6. helyet érte el az 500-ból. (2016)

## Bevonuló zenéi
- Drowning Pool – "Tear Away" (IWS/CZW/PWG/ROH)
- Blue Smock Nancy  – "Unsettling Differences" (ROH/PWG)
- CFO$ – "Fight" (NXT/WWE; 2014. december 11. – napjainkig)

## Magánélete
Steen 2007-ben vette feleségül Karina Elias-t. Két gyermekük született: fia Owen, és lánya Élodie Leila.

## Fordítás
Ez a szócikk részben vagy egészben  a   Kevin_Owens című angol Wikipédia-szócikk fordításán alapul.  Az eredeti cikk szerkesztőit annak laptörténete sorolja fel. Ez a jelzés csupán a megfogalmazás eredetét és a szerzői jogokat jelzi, nem szolgál a cikkben szereplő információk forrásmegjelöléseként.